# ISO 3166-2:MN
ISO 3166-2:MN is een ISO-standaard met betrekking tot de zogenaamde geocodes. Het is een subset van de ISO 3166-2-tabel, die specifiek betrekking heeft op Mongolië.
De gegevens werden tot op 26 november 2018 geüpdatet op het ISO Online Browsing Platform (OBP). Hier worden 21 provincies - province (en) / province (fr) / aymag (mn) - en 1 hoofdstad - capital city (en) / capitale (fr) / hot (mn) - gedefinieerd.
Volgens de eerste set, ISO 3166-1, staat MN voor Mongolië, het tweede gedeelte is een driecijferig nummer (met voorloopnullen), op één nummer voor de hoofdstad na dat uit één cijfer bestaat.

## Codes
| Code   | Naam        | Categorie |
| ------ | ----------- | --------- |
| MN-073 | Arhangay    | provincie |
| MN-069 | Bayanhongor | provincie |
| MN-071 | Bayan-Ölgiy | provincie |
| MN-067 | Bulgan      | provincie |
| MN-037 | Darhan uul  | provincie |
| MN-061 | Dornod      | provincie |
| MN-063 | Dornogovĭ   | provincie |
| MN-059 | Dundgovĭ    | provincie |
| MN-057 | Dzavhan     | provincie |
| MN-065 | Govĭ-Altay  | provincie |
| MN-064 | Govĭ-Sümber | provincie |
| MN-039 | Hentiy      | provincie |
| MN-043 | Hovd        | provincie |
| MN-041 | Hövsgöl     | provincie |
| MN-053 | Ömnögovĭ    | provincie |
| MN-035 | Orhon       | provincie |
| MN-055 | Övörhangay  | provincie |
| MN-049 | Selenge     | provincie |
| MN-051 | Sühbaatar   | provincie |
| MN-047 | Töv         | provincie |
| MN-1   | Ulaanbaatar | hoofdstad |
| MN-046 | Uvs         | provincie |